# Distrito de Boriziny

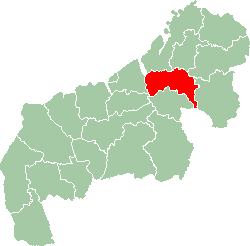
Distrito de Boriziny

Boriziny es un distrito en el norte de Madagascar. Es una parte de la Región de Sofía. La zona mide 7 047 kilómetros cuadrados y la población se estima en 103 668  habitantes en 2001.
El distrito se divide en 15 comunas.
- Ambanjabe
- Ambodimahabibo
- Ambodisakoana
- Ambodivongo
- Amparihy
- Andranomeva
- Boriziny (Port-Bergé)
- Boriziny II
- Leanja
- Maevaranohely
- Marovato
- Tsarahasina
- Tsaratanana
- Tsiningia
- Tsinjomitondraka